# Sefer Raziel HaMalach
Sefer Raziel HaMalaj (en hebreu: ספר רזיאל המלאך) (en català: El llibre de l'arcàngel Raziel) o simplement Séfer Raziel és un grimori del misticisme jueu atribuït a l'arcàngel Raziel.
És una obra pseudoepigráfica, doncs s'afirma que va ser escrita pel patriarca Adam, qui l'hauria escrit al dictat de l'arcàngel Raziel, d'aquí el seu nom. Això faria d'aquest llibre l'obra més antiga de la Humanitat.
El primer esment del títol, la qual cosa no implica que el llibre mateix existís, apareix en un text del segle iv: L'espasa de Moisès, del que tampoc es conserven més que manuscrits medievals.
L'evidència interna i externa, indica que el llibre no és anterior al segle xiii, si bé pot contenir fragments provinents de l'alta edat mitjana i fins i tot de l'Antiguitat Tardana. El rerefons de l'obra remet a l'ambient del judaisme asquenazita, més específicament als grups de jueus hassídics. El seu redactor, o almenys compilador, va ser el Rabí Eleazar de Worms (1176–1238) qui li va donar el nom de Sefer Galei Razia, més tard el seu títol actual: Sefer Raziel HaMalach. A semblança d'altres obres del mateix estil, com el Séfer Yetsirà, existeixen diverses versions, algunes de les quals contenen opinions teològiques diferents a les del compilador.
El llibre va ser molt conegut entre els místics medievals tant jueus com cristians, fins al punt que un dels seus més antics testimonis és una edició llatina: Liber Razielis Archangeli, efectuada sota el patrocini del Rei Alfons X de Castella. L'edició hebrea més coneguda d'aquest llibre es va publicar a Amsterdam en 1701.

## Contingut
El llibre es presenta com un ensenyament de l'arcàngel Raziel dirigida primer a Adam, i després a Abraham, per revelar i explicar les lleis de la Creació. Es divideix en cinc capítols que tracten sobre els àngels, els noms de Déu al judaisme, la gematria, l'astronomia i la construcció.